# Hypostrymon renidens
Hypostrymon renidens is een vlinder uit de familie van de Lycaenidae. De wetenschappelijke naam van de soort werd als Thecla renidens in 1920 gepubliceerd door Draudt.